# Мусаковська Юлія Юріївна
Юлія Юріївна Мусаковська (нар. 9 липня 1982, Львів, Україна)  —  українська поетеса, перекладачка, зокрема шведської літератури. Членкиня Українського ПЕН. Авторка поетичних збірок «На видих і на вдих» (Київ, 2010), «Маски» (Київ, 2011), «Полювання на тишу» (Тернопіль, 2014), «Чоловіки, жінки і діти» (Львів, 2015), «Бог свободи» (Львів, 2021) та «Каміння і цвяхи» (Львів, 2024). Збірки її поезії опубліковані в перекладах польською та шведською, а книжка «Бог свободи» вийшла в англійському перекладі у США. Її вірші перекладені тридцятьма мовами та широко опубліковані в різних країнах світу.
Лауреатка різноманітних літературних конкурсів, зокрема II премії конкурсу видавництва «Смолоскип» (2019) та І премії поетичного конкурсу DICTUM від видавництва «Крок» (2013). Учасниця багатьох фестивалів та культурних подій в Україні та за кордоном.

## Біографія
Юлія Мусаковська народилася у Львові, де мешкає і працює. У 2005 році з відзнакою закінчила факультет міжнародних відносин Львівського національного університету імені Івана Франка. З 2007 року працює у сфері маркетингу та комунікацій в галузі інформаційних технологій. Виступає як спікерка на професійних подіях, є запрошеною лекторкою у Львівській бізнес-школі Українського Католицького Університету.
Юлія Мусаковська брала участь у літературних фестивалях в Україні та за кордоном, серед них — Book Forum, Meridian Czernowitz, Книжковий Арсенал, Book Space, Air Fest (Україна); Каунаський літературний тиждень (Литва), Katowice Jazz Art Festival (Польща), Місяць авторських читань (Чехія), Середземноморський літературний фестиваль (Мальта), Норвезький літературний фестиваль, Міжнародний поетичний фестиваль в Осло, Літературний фестиваль Akerselva (Норвегія), Poetry Africa (ПАР) тощо.
Творчість
Перша добірка поезій Юлії Мусаковської опублікована в альманасі «Київська Русь» (вересень 2008). Друкувалася у виданнях «Золота доба», «Київська Русь», «Четвер», «Літературна Україна», «Березіль», «Нова проза», «Кур'єр Кривбасу», «RADAR» та інших, у різноманітних альманахах та антологіях. Дебютна збірка поезій вийшла у 2010 році у видавництві «Факт». Того ж року Юлія Мусаковська стала лауреаткою кількох літературних премій, зокрема II премії конкурсу видавництва «Смолоскип», завдяки якій була видана збірка «Маски» (2011), а також І премії конкурсу DICTUM від видавництва «Крок», в результаті якої з’явилася третя поетична збірка, «Полювання на тишу» (2014).
У 2015 році у Видавництві Старого Лева вийшла її книжка поезій «Чоловіки, жінки і діти» в художньому оформленні Art Studio Agrafka. Наступного року збірка здобула нагороду в номінації «Найкращий дизайн року» на фестивалі Книжковий Арсенал.
У 2021 році вийшла книжка Юлії Мусаковської «Бог свободи». Ця поетична збірка увійшла до списку найкращих книжок 2021 року Українського ПЕН та до каталогу видань New Books From Ukraine 2021, рекомендованих до перекладу Українським інститутом книги. Книжка була номінована на  Національну премію України імені Тараса Шевченка (2024) та включена в короткий список  Премії Львова — Міста літератури ЮНЕСКО (2022-2023).
Твори Юлії Мусаковської ввійшли до антологій:
- «ЛяЛяК (Львівська Літературна Криївка): антологія поезії 2000 рр.» (Піраміда, 2010)[27]
- «Червоне і чорне. 100 українських поеток XX сторіччя. Антологія» (Видавництво «Навчальна книга — Богдан», 2011)[28]
- «Антологія молодої української поезії III тисячоліття» (А-БА-БА-ГА-ЛА-МА-ГА, 2018)[29]
- «Війна 2022: щоденники, есеї, поезія» (Видавництво Старого Лева, 2022)[30]
- «Поміж сирен. Нові вірші війни.» (Vivat, 2023)[31] та ін.

Переклади іншими мовами
Вірші Юлії Мусаковської перекладалися понад тридцятьма мовами: зокрема шведською, норвезькою, польською, литовською, естонською, німецькою, італійською, іспанською, португальською, грузинською, болгарською, англійською, мальтійською, китайською, малаяламською мовами та івритом та ін. Опубліковані в літературній періодиці, в антологіях та в онлайн-виданнях за кордоном.
У 2022 році в Польщі вийшла друком її двомовна збірка «Залізо / Żelazo» (Фундація «Пограниччя», Сейни), переклад польською Анети Камінської.
Поетичний текст Юлії Мусаковської про реалії повномасштабного вторгнення Росії в Україну, написаний в березні 2022 року, «Такі незручні, такі страшні вірші…» переклав англійською американський історик, професор Тімоті Снайдер і прочитав його у лекції 22 свого курсу з історії України для Єльського університету «The Making of Modern Ukraine» (Творення сучасної України), який отримав сотні тисяч переглядів на YouTube. Професор Снайдер також поділився думками про цей вірш у своєму блозі.
У 2023 році у Швеції була видана збірка Юлії Мусаковська «Каміння і цвяхи» в перекладі Мікаеля Нюдаля (у співпраці видавництв «Еллерстремс» та «Аріель»).

## Вірші періоду широкомасштабного вторгнення Росії в Україну

### З поетичної антології«Поміж сирен»
Юлія Мусаковська використовує вірші першого року широкомасштабного вторгнення, щоб адресувати свої голосіння. Два вірші з претензією на бездіяльність Європи й світу, ще два з риторичними питаннями до Господа. Це пошуки того, на що нехитке можна опертись, якщо все опертя зовнішнє (Бог, світ гуманних цінностей) виявилось недієвим.
В авторки лейтмотивом ідуть підвішені відкриті питання — і до Господа (121 ст.), і як цих вироків (російських солдатів) земля не проковтне назад (123 ст.), і “що маю вам, діти [вірші], дати?” (122 ст.). Вірш “Боже, скажи, що ти” (120 ст.) перегукується з віршем Катерини Калитко ”Отже, стояти до смерті” (17 ст.) — теж спершу образ полеглого солдата, а потім ретроспектива його веселої юності та палкого кохання. Теж історія про те, щоб зафіксувати не лише його останній вигляд, а пам'ятати, якою людиною він був.
Юлія Мусаковська у березні 2022 відчуває тривкість слів тодішніх, відчуває їх проминальними (116 ст.), у віршах нема жодної краси, у березні 2022 авторка не пише про естетику, “метафори зсохли і розсипались” (118 ст.). У першому вірші (114 ст.) присутні образу, які часто трапляються в інших поеток та поетів війни, зокрема, у згаданій збірці, — кров, артерія, шматки м'яса. В останньому вірші (124 ст.) — дещо про віднайдення оперття.

## Відзнаки
- 2008 — Лауреатка міжнародного конкурсу «Гранослов» за збірку поезій «На видих і на вдих»;[18]
- 2009 — Лауреатка III премії конкурсу ім. Б.-І. Антонича «Привітання життя» за збірку «На видих і на вдих»;[44]
- 2010 — Лауреатка I премії літературного конкурсу «Витоки» від Острозької академії за збірку поезій «МАСКИ»;[7]
- 2010 — Лауреатка II премії конкурсу видавництва «Смолоскип» за збірку поезій «МАСКИ»;[44]
- 2011 — Лауреатка II премії всеукраїнського конкурсу «Коронація слова 2011» в номінації «Пісенна лірика про кохання»;[4]
- 2014 — Лауреатка I премії поетичного конкурсу DICTUM від видавництва «Крок»;[45]
- 2016 — Нагорода «Найкращий книжковий дизайн року» за поетичну збірку «Чоловіки, жінки і діти» (художнє оформлення Творчої майстерні «Аґрафка»);[22]
- 2023 — Фіналістка Премії Львова — Міста літератури ЮНЕСКО за книжку «Бог свободи».

## Мультимедійні проєкти
У 2017 році режисер Олександр Фразе-Фразенко зняв поетичний фільм «Глина» на вірші та голос Юлії Мусаковської. Прем’єра відбулася у 2016 році на Міжнародному Книжковому Арсеналі в Києві та у 2017 році на Міжнародному літературному фестивалі в межах Форуму видавців у Львові.
У 2018 році разом із музикантами Тарасом Пузирем (бас-гітара) та Лукою-Теодором Гануляком (перкусія) Юлія Мусаковська презентувала поетично-музичний проєкт «Кругообіг» на свої вірші в межах міжнародного літературного фестивалю BookForum (раніше — Форум видавців).
У вересні 2022 року за мотивами вірша Юлії Мусаковської «Безпечне місце», присвяченого подіям початку повномасштабного російського вторгнення в Україну, був створений мурал у місті Катовіце, Польща. Мурал створила львівська художниця Богдана Давидюк за сприяння Європейського культурного фонду на основі проєкту, ініційованого культурним центром Katowice Miasto Ogrodów.

## Аудіо- та відеозаписи творів
- Юлія Мусаковська. Вибрані вірші з книжки «Чоловіки, жінки і діти»
- Юлія Мусаковська в проєкті «Почути» — поезія жестовою мовою
- Юлія Мусаковська. Вірші з книжки «Бог свободи» на Радіо Культура
- Юлія Мусаковська. Поезія нескорених — вірші війни
- Юлія Мусаковська. «Хто сказав, що слова зараз не мають ваги?» Марафон відеопоезії 2023 PEN International до Дня рідної мови «Making Silences Lanugages Visible»
- Юлія Мусаковська «Несу своє горе…» — читає Марія Гончар

## Твори у перекладах
- «A Home of Freedom» та інші вірші Юлії Мусаковської в перекладі англійською Олени Дженнінґз та авторки, Apofenie, 16 травня 2022;[33]
- Добірка віршів Юлії Мусаковської в перекладі англійською, The Springhouse Journal, березень 2022;[34]
- Вірші Юлії Мусаковської в перекладі англійською «Summer's End | A Decade-Long Road», The Continental Literary Magazine;[50]
- Вірш Юлії Мусаковської в перекладі англійською «The August Story», The Common #25, 2023;[51]
- Вірші Юлії Мусаковської в перекладі англійською («Boyhood», «The Scratch), Two Lines Journal, Center for the Art of Translation, квітень 2023;[52]
- Вірші Юлії Мусаковської в перекладі іспанською Хакобо Бергарече, The Objective, 2 вересня 2022;[53]
- «Em meio à fumaça negra», два вірші Юлії Мусаковської у перекладі португальською Ферґати, Revista A Palavra Solta, 1 червня 2022;[54]
- Вірш Юлії Мусаковською в перекладі італійською Емілії Міражійської — «Chi ha detto che ora le parole non hanno valore?», Inkroci Literary Magazine, 17 березня 2022;[55]
- Вірш Юлії Мусаковської в перекладі італійською Алессандро Ахіллі — «Un’orto fatto d’ossa», Di Sesta e di Settima Grandezza – Avvistamenti di poesia, a cura di Alfredo Rienzi, 19 червня 2022;
- «Hver melding om død» — вибрані вірші Юлії Мусаковської в перекладі норвезькою Марини Гоббель, Публічні бібліотеки Осло (Deichman), 27 березня 2022;[13]
- Вибрані вірші з книжки Юлії Мусаковської «Чоловіки, жінки та діти» в перекладі литовською Вітаса Дешкніса та Дайви Чепаускайте, Metai Literary Journal, випуск 7, 2017;[56]
- Вірші Юлії Мусаковської в перекладі мальтійською Адріана Ґріми, Антуанетти Борґ та Алекса Фарруджі, Torca, 4 вересня;[32]
- Вірші Юлії Мусаковської в перекладі івритом Олександраа Авербуха «המלחמה שאת סוחבת בכיס החזה», блог Національної бібліотеки Ізраїлю, 10 березня 2022;[57]
- «如此的爱», «紧急逃生包» — вірші Юлії Мусаковської в перекладі китайською, редакція Тонг Вей, 今天, випуск 133, квітень 2022.

## Інтерв'ю
- Інтерв'ю авторки для «Друга читача»
- «Переклад прикрасити можна, але чи варто?» Інтерв'ю для газети «День»
- «Полювання на тишу» — перша усвідомлена книжка (інтерв'ю для «Читомо»)
- «Теми сами обирають мене» (розмова з Людмилою Таран для газети "День", 10.01.2019)
- Юлія Мусаковська: «Пишу для небайдужих» (інтерв'ю для тернопільського порталу «20 хвилин»)
- Юлія Мусаковська: «Поезія — це пошук співрозмовника» (розмова з Ією Ківою для Pen Ukraine, 23.04.2020)
- #PEN_TEN: Інтерв'ю з Юлією Мусаковською
- Інтерв'ю з Юлією Мусаковською «Safe Place: An Interview with Ukrainian Poet Yuliya Musakovska from Lviv, Ukraine by Laima Vince», 3 травня 2022
- «Я був абсолютно вражений несамовитим бажанням українців жити в своїй країні»: Дейв Еґґерс у розмові з Юлією Мусаковською, Локальна історія, 17 березня 2023
- For the Record: Conversations with Ukrainian Writers During War by Arrowsmith Production — Yuliya Musakovska